# Tuntematon sotilas
Tuntematon sotilas (El soldat desconegut) és una pel·lícula bèl·lica finlandesa dirigida eor Edvin Laine i estrenada el desembre de 1955. Està basada en la novel·la homònima de Väinö Linna. La història tracta sobre la Guerra de Continuació entre Finlàndia i la Unió Soviètica, vista des del punt de vista dels soldats finlandesos. La pel·lícula va ser i continua sent la més reeixida de Finlàndia; al voltant de 2,8 milions de persones, o més de la meitat de la població finlandesa, la van veure als cinemes. El seu retratat dels personatges de Linna és àmpliament acceptat com a canònic.

## Sinopsi
En contra dels esdeveniments de la Guerra de Continuació finlandesa, la pel·lícula segueix un viatge de tropes de metralladores a la Unió Soviètica. La tropa inclou Hietanen de mentalitat simple, el bromista Vanhala, el cínic Lahtinen, el covard Riitaoja i el malhumorat Lehto. La pel·lícula també segueix els oficials comandants, com el feliç i lleugerament senil capità Kaarna, el jove i idealista segon tinent Kariluoto, el tranquil i modest segon tinent Koskela i l'estricte i poc simpàtic tinent Lammio.
S'enfronten a moltes batalles. En part del camí els acompanya, Rokka, un veterà careli de la guerra d'hivern, s'uneix a la tropa i també xoca amb Lammio pel fet de tenir poc respecte per la disciplina militar tot i ser un soldat excel·lent i capaç.
Al llarg de la pel·lícula moren alguns dels personatges principals. Lehto resulta ferit durant la patrulla nocturna, és deixat enrere i es dispara a si mateix. Riitaoja mor aquella mateixa nit quan es queda atemorit i es perd al bosc. Lahtinen mor durant l'hivern, defensant la seva posició mentre fugien els seus companys. Hietanen queda cec quan salva un jove mossèn de ser afusellat. La seva ambulància militar s'estavella i Hietanen és metrallat per avions russos mentre intenta salvar els altres soldats ferits. Kariluoto mor mentre dirigia un contraatac i, poc després, Koskela és disparat mentre destruïa un tanc amb una càrrega.

## Repartiment
- Kosti Klemelä - Tt. Koskela
- Heikki Savolainen - Sgt. Hietanen
- Reino Tolvanen - Cpt. Rokka
- Veikko Sinisalo - Cpt. Lahtinen
- Åke Lindman - Cpt. Lehto
- Pentti Siimes - PFC. Määttä
- Leo Riuttu - Pvt. Vanhala
- Kaarlo Halttunen - Pvt. Rahikainen
- Matti Ranin - Cpt. Kariluoto
- Jussi Jurkka - Tt. Lammio
- Tauno Palo - Maj. Sarastie
- Pentti Irjala - Cpt. Kaarna
- Vilho Siivola - Supply Cpt. Mäkilä
- Olavi Ahonen - Pvt. Riitaoja
- Tarmo Manni - Pvt. Honkajoki
- Veli-Matti Kaitala - Pvt. Hauhia
- Tapio Hämäläinen - Pvt. Salo
- Martti Romppanen - Pvt. Sihvonen
- Vili Auvinen - Pvt. Asumaniemi

## Llegat
Des de 2000, Yle emet la pel·lícula cada any el Dia de la Independència de Finlàndia (6 de desembre). El 2015, la pel·lícula es va traslladar a Yle Teema, lluny de la seva franja habitual a Yle TV1 o a Yle TV2.
El 1985 Rauni Mollberg va dirigir un remake de la pel·lícula amb el vistiplau de Väinö Linna. La versió cinematogràfica segueix amb més deteniment la novel·la, però també presenta evidents signes visuals a la versió de 1955.
El 2017 es va fer una nova versió, dirigida per Aku Louhimies.